# Nordisk kombination vid olympiska vinterspelen 1956
Resultaten från tävlingen i nordisk kombination vid olympiska vinterspelen 1956, som hölls i Cortina d'Ampezzo, Italien. Från dessa spel kortades längdskidåkningsmomentet ner från 18 till 15 kilometer.

## Resultat

### Herrar
- 31 januari 1956

| Pl.    | Namn                            | Poäng   |
| ------ | ------------------------------- | ------- |
| Gold   | Sverre Stenersen (NOR)          | 455,000 |
| Silver | Bengt Eriksson (SWE)            | 437,400 |
| Bronze | Franciszek Gąsienica Groń (POL) | 436,800 |
| 4      | Paavo Korhonen (FIN)            | 435,597 |
| 5      | Arne Barhaugen (NOR)            | 435,581 |
| 6      | Tormod Knutsen (NOR)            | 435,000 |
| 7      | Nikolaj Gusakov (URS)           | 432,300 |
| 8      | Alfredo Prucker (ITA)           | 431,100 |